# 紳士俱樂部

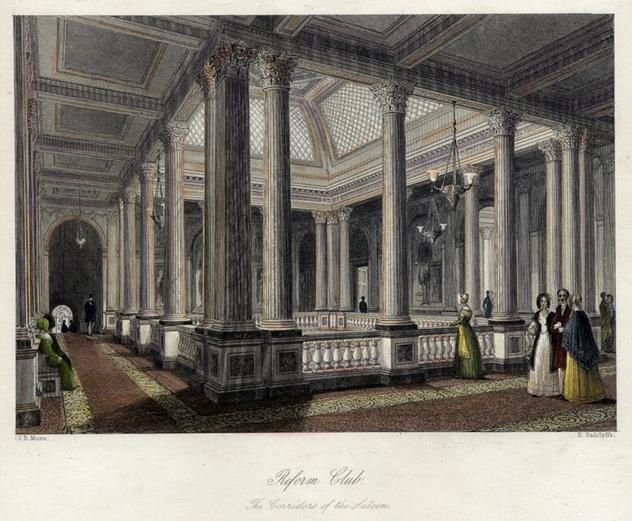
1841年的革新俱樂部（Reform Club）

紳士俱樂部（又稱紳士會所；英文：gentlemen's club），顧名思義，原為英格蘭上流社會男會員而設，是採用會員制的私人俱樂部（又稱會所），標榜社交、飲食和博弈等吸引力。
然而，時至今日，紳士俱樂部大多已放寬了對會員性別和社會地位的限制。除英國外，其他國家亦有不少著名的紳士俱樂部。
在日本（日語稱）和美國，「紳士俱樂部」一詞常用作脫衣舞夜總會的委婉代名詞。這種用法在英國亦開始流行起來，聲色場所連鎖店，如Stringfellows和Spearmint Rhino正正以此招徠。

## 歷史
紳士俱樂部最早成立於英國倫敦西區。時至今日，聖詹姆斯地區有時仍稱為「俱樂部街」（clubland）。在18世紀的倫敦，俱樂部在個別階層成了咖啡廳的替代角色，其影響力更在19世紀末發展至高峰。一般而言，俱樂部是由一群相熟的人組成，大家一起消遣，分享興趣。當中，博弈是重要的活動之一，一般以紙牌遊戲為主，其他活動則因應會員在政治、文學、體育等範疇的興趣而定。此外，會員還有其他的消遺方式。很多時候，來自相同軍隊分部或大學背景的人，他們會較容易交往。
一些舊式的俱樂部是極具貴族氣派的，後來這種經營模式的俱樂部日漸普及。19世紀末以前，男士只要表明可靠的「紳士」地位資格，就可獲俱樂部承認；除非情況很極端，譬如申請者性格、行為惹人討厭，或者「不愛交際」（「unclubbable」。此詞由著名文人塞繆爾·約翰遜首先使用）。此舉是為了吸納有收入的專業人士，如醫生、律師、議員和法官等。

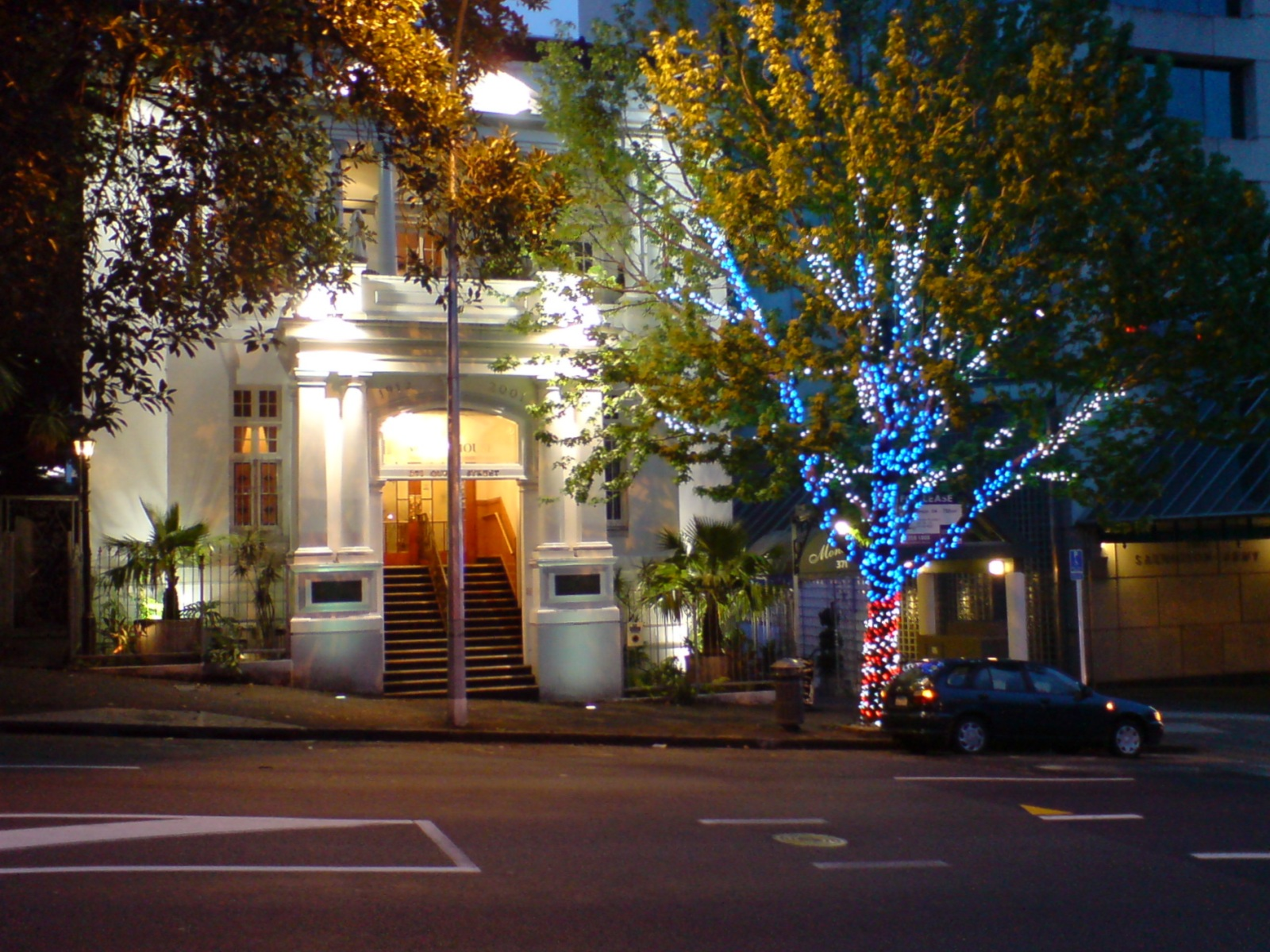
紐西蘭一間紳士俱樂部

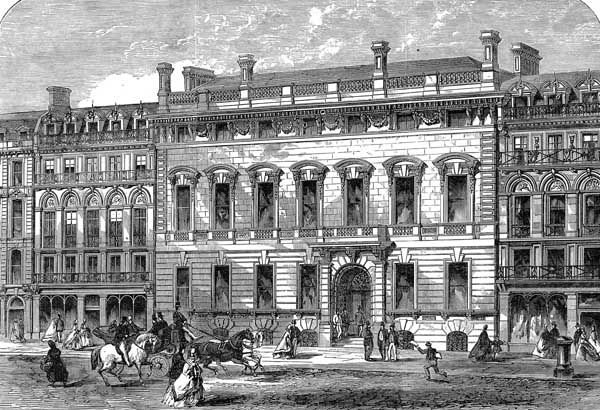
1864年倫敦Garrick Club

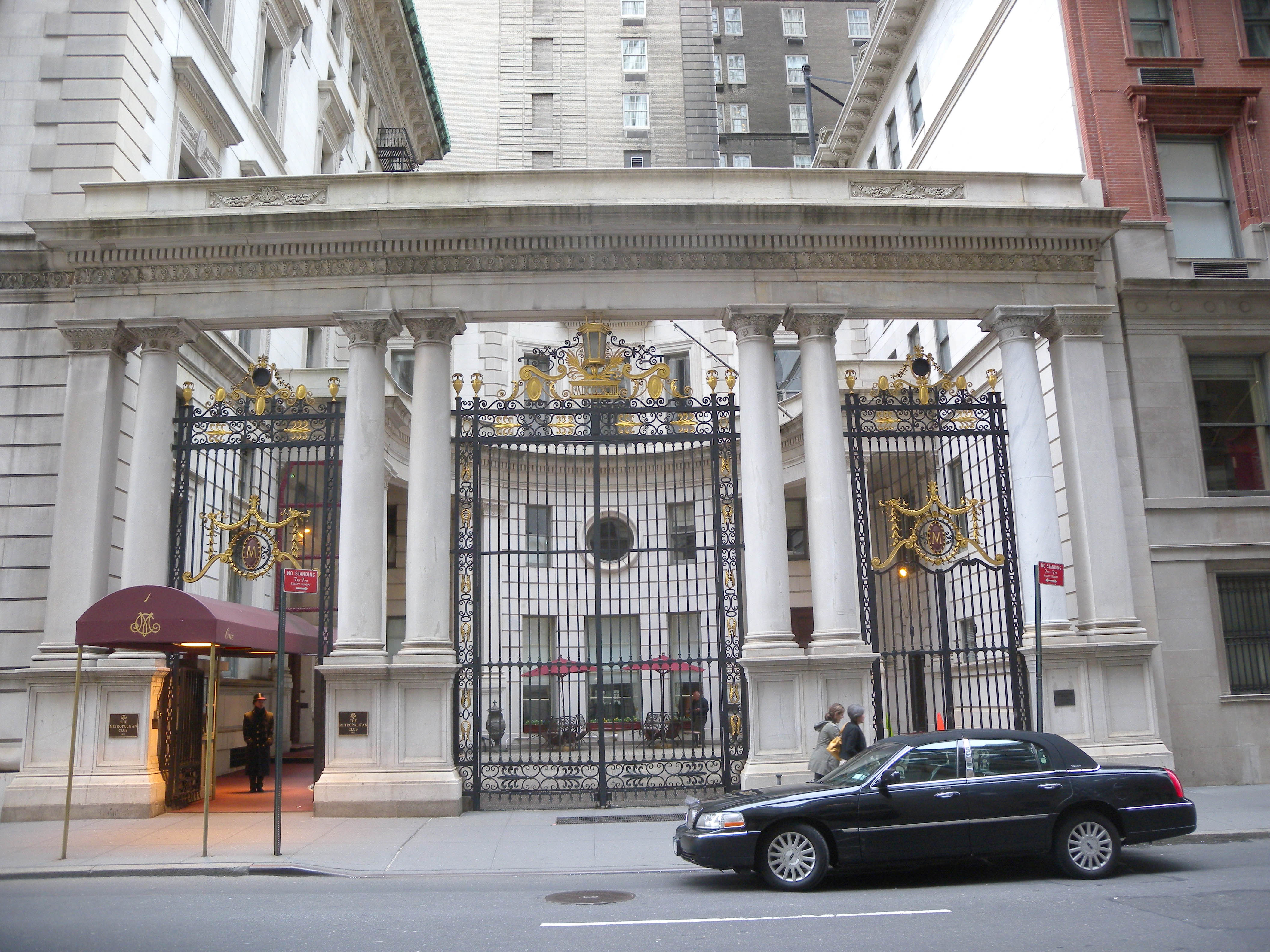
紐約著名的大都會俱樂部

要注意的是，紳士俱樂部並不標榜大眾娛樂（如音樂表演，或諸如此類），而是以社交、飲食和博弈等作賣點。紳士俱樂部是男士會員的「第二個家」，他們可以放鬆心情、結交朋友，玩室內遊戲，或者飲食，不受拘束。在裝潢華麗的環境下，俱樂部的服務對象是以有穩定收入的上流和中上流社會男士為主。較高級的俱樂部會聘請建築師建造，以其考究的內部陳設，與當時的鄉間別墅一較高下。俱樂部亦是男士的便利收容所，藉此躲避女性親屬。不少會員把大多數時間花費在俱樂部，一些甚至在此投宿，流連至通宵達旦。
19-20世紀，階級規定漸漸放寬起來，自20世紀末起，一些紳士俱樂部更開放予女性。她們光顧之餘，也可以申請做會員。這在一定程度上維持了會員級別制度，同時亦犧牲了俱樂部和男士的隱私權。

## 現況
正值傳統紳士俱樂部不再受歡迎、不復影響力之際，不少在近年起死回生。然而，高級俱樂部和普通俱樂部之間到底有何差異，人們是不以為然的。實際上，前者仍然極其強調顧客的身分、地位，只會招特符合會籍的會員。申請者如果在入會名單上等候了很久，這意味着申請被拒。他的推薦人亦會被要求放棄會籍，因為他帶來了不受歡迎的申請者。
現時紳士俱樂部偏佈全球，在英聯邦國家或地區和美國（特別是英語圈）佔主導地位。不少俱樂部會採取互惠的經營策略，為來自外地俱樂部的會員遊客提供殷勤招待。
在英國，尤其是倫敦，舊式紳士俱樂部過渡到新式俱樂部，或類似的私人會員俱樂部，如Groucho俱樂部、蘇豪之家（Soho House）及Home House。它們都提供相似的設施，如優雅的環境、餐飲供應、場地租賃，以至住宿服務。

### 英國
倫敦大概有25間有名氣的紳士俱樂部，例子有Athenaeum和White's。其他有分量的俱樂部，如遊艇俱樂部（又稱遊艇會），以其特色另覓客源。在商業利益的前提下，它們大多不會考慮個體間的共同興趣，以求吸引更多會員。
倫敦的紳士俱樂部是不准談公事的。然而，在英國和世界各地，愈來愈多政界和商界人士利用俱樂部討論時事。譬如，倫敦的聯邦俱樂部（Commonwealth Club）曾經招待過前英國首相貝理雅、前尼日利亞總統奧巴桑喬及前澳洲首相霍華德等具影響力的人，他們均在那裏發過言。然而，不少制度較完善的大型俱樂部曾一度嚴厲禁止公眾討論。

#### 會籍規定
一些俱樂部有嚴格的入會規定，以下是一些例子：
- 倫敦的Caledonian俱樂部（英语：Caledonian Club）規定，申請者須「擁有直系蘇格蘭血統，換句話說，血統要上承自蘇格蘭父母或祖父母」，或者「獲委員會判定為與蘇格蘭有密切聯係」。[5]
- 旅客俱樂部（英语：Travellers Club），自1819年創立以來，拒絕「未離開過不列顛群島，即從倫敦起計，至少方圓五百英里距離」的人士入會。[6]
- 哈佛校友會（Harvard Club）開放予所有與哈佛大學有關係的人士。
- 革新俱樂部（Reform Club）要求申請者表態支持《1832年改革法案》。該俱樂部從1981年起接受女會員。[7]

### 美國

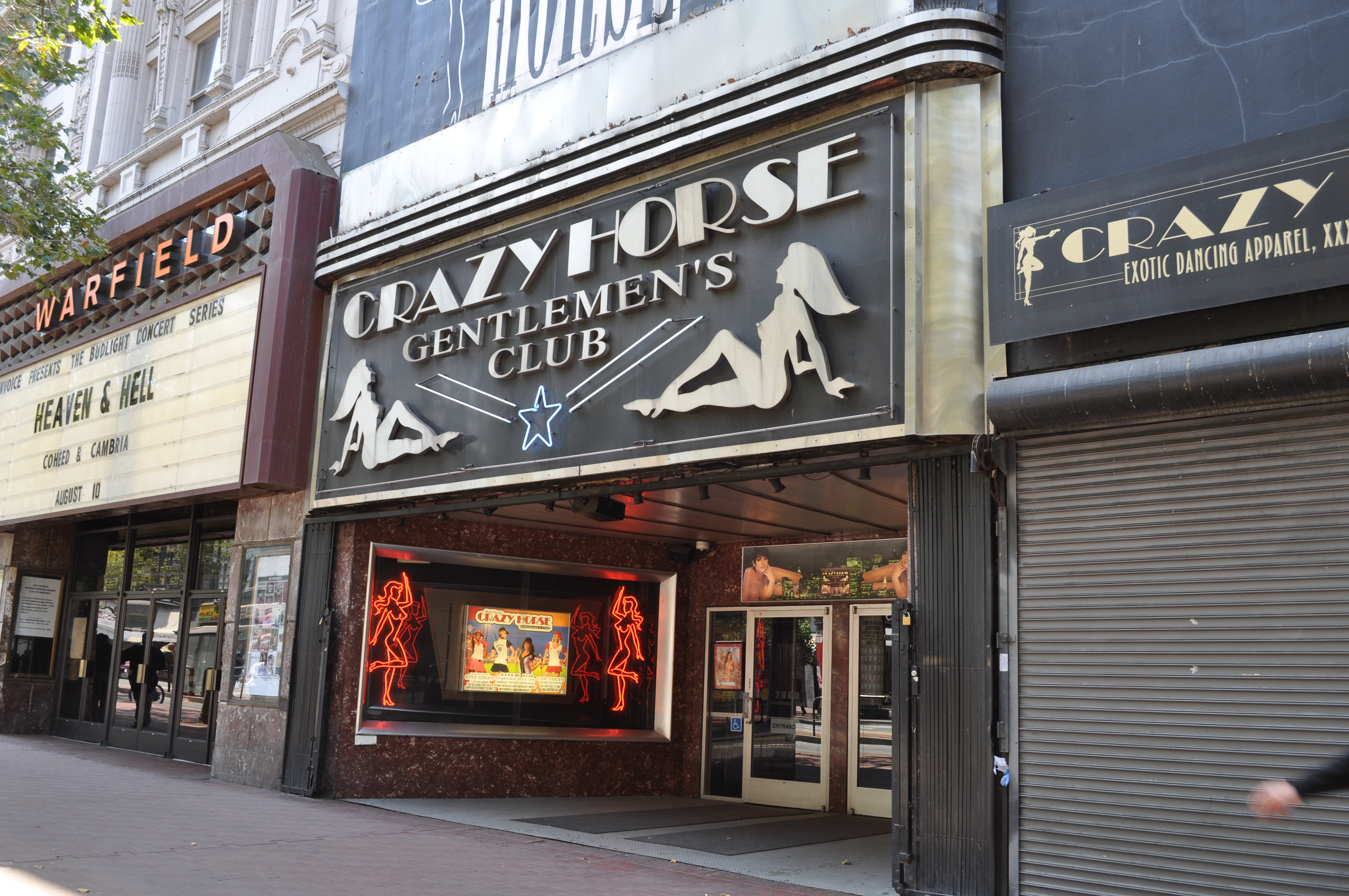
洛杉磯的瘋馬紳士俱樂部

美國大多數重要城市至少設有一間傳統紳士俱樂部。紳士俱樂部在東岸的舊城市較為流行，如紐約市（當地有最多著名的俱樂部）、費城、波士頓及首都華盛頓。美國很多俱樂部與倫敦的舊式俱樂部建立了互惠關係，世界各地一些俱樂部亦然。美國一些俱樂部可追溯至18-19世紀，其悠久歷史與英格蘭的相差不遠。

### 澳洲
澳洲的悉尼和墨爾本有很多紳士俱樂部，如澳洲俱樂部（Australian Club）、墨爾本俱樂部（Melbourne Club）、Weld俱樂部、Athenaeum俱樂部（相當於倫敦的同名俱樂部）及Savage俱樂部。

### 南非
南非的約翰內斯堡商業區是Rand Club的所在地。

### 香港
香港的香港會。

## 外部連結
- 中國九大頂級富豪俱樂部排行，新華網
- 上海拒絕《花花公子》開設俱樂部 （页面存档备份，存于），BCC新聞網，2004年12月8日